# Проксимална тубула
Проксимална тубула је порција система  канала  бубрежних нефрона који воде од Бауманове капсуле до Хенлове петље.

## Структура и изглед
Најпрепознатљивија карактеристика проксималне тубуле је њена четкаста граница (или "избраздана граница").

### Четкастим гранична ћелијс
Луминалне површине  епителијалних ћелија овог сегмента нефрона су покривене густо пакованим микровилима који формирају границу која се може лако уочити под светлосним микроскопом, по чему су  четкасте граничне ћелије добиле име. Микровили знатно повећавају  луминалну површину ћелија. Они побољшавају ресорпцију и олакшавају детекцију протака унутар лумена.